# Николаи, Раньеро
Раньеро Николаи (итал. Raniero Nicolai; 5 октября 1893 — 2 апреля 1958, Рим, Италия) — итальянский поэт, прозаик, чемпион летних Олимпийских игр 1920 года в Антверпене.

## Биография
С молодости — известный писатель, поэт и заядлый спортивный болельщик. В 1933—1939 — руководитель пресс-службы итальянского Национального олимпийского комитета.
В 1920 году он завоевал золотую медаль в художественном конкурсе на Олимпийских играх в категории «Литература» за произведение «Canzoni Olimpioniche» («Олимпийская песня»).
В шести олимпийских песнях описал физические нагрузки спортсмена, ссылаясь на мифы и легенды древнего мира.
Активно отстаивал проведение Летних Олимпийских игр 1960 года в Риме.
Автор произведений на спортивную тематику, в том числе, Elogio della vita (1923), Sport and diporto (1928) , Ispirazione ed Arti plastche (1947)).